# Albrecht Dieterich
Albrecht Dieterich (Bad Hersfeld, 2 maggio 1866 – Heidelberg, 6 maggio 1906) è stato un filologo classico tedesco.

## Biografia
Studiò alle università di Lipsia e Bonn; in quest'ultima fu allievo di Hermann Usener (1834-1905), che nel 1899 divenne suo suocero. Nel 1888 conseguì il dottorato e tre anni dopo ottenne la sua abilitazione a Marburgo con una tesi sull'Orfismo. Successivamente fece  viaggi in Italia e in Grecia per scopi di ricerca.
Nel 1895 tornò a Marburgo come professore associato, e due anni dopo succedette a Eduard Schwartz (1858-1940) come presidente di filologia classica presso l'Università di Giessen. Nel 1903 divenne professore ordinario all'Università di Heidelberg.

## Opere
- Nekyia: Beiträge zur Erklärung der neuentdeckten Petrusapokalypse, (1893).
- Die Grabschrift des Aberkios, (1896).
- Mutter Erde, (1905) .
- Kleine Schriften, (1911).